# Tragédie
Tragédie (z řec. tragóidiá – zpěv kozlů, tragos – kozel, óidé – zpěv) neboli truchlohra je forma dramatu s vážným obsahem. Hrdina se obvykle dostane do neřešitelného konfliktu s vlastním osudem, v marném boji následně podléhá a je dohnán k záhubě.
Vznik i rozvoj tragédie do své plné šíře se uskutečnil v antickém Řecku a Římě. Nejcennějším pramenem pro seznámení se s teoretickými poznatky a vývojovým přehledem tragédie je Aristotelova Poetika.
Struktura tragédie podle Aristotela:
1. počátek
2. střed
3. konec

Struktura tragédie v podání klasicismu:
1. expozice
2. kolize
3. krize
4. peripetie
5. katastrofa

## Vývoj tragédie
Stejně jako drama obecně vznikla tragédie dramatizací sborových písní přednášených (dithyrambu) ve starověkém Řecku při oslavách boha Dionýsa (velké dionýsie). Místo herců původně vystupoval sbor (chór), písně popřípadě přednášeli satyrové oblečení do kozlí kůže. Tragédie se hrály po třech od jednoho autora (trilogie), doplněné satirickým dramatem. Byla považována za vyšší formu umění.
- Raní a klasičtí tragédi (5.–4. stol. př. n. l.)
  - Thespis (vyčlenil prvního herce ze sboru - protagonista)
  - Frýnichos
  - Choirilos
  - Aischylos (vyčlenil druhého herce ze sboru - deuteragonista)
  - Sofoklés (vyčlenil třetího herce ze sboru - tritagonista)
  - Eurípidés
- Poklasičtí a helénističtí tragikové (po 4. stol. př. n. l.)
- Římští tragikové
  - Lucius Livius Andronicus (latinské překlady řeckých autorů)
  - Gnaeus Naevius
  - Quintus Ennius
  - Marcus Pacuvius
  - Lucius Accius
  - Gaius Iulius Caesar (okrajově)
  - Octavianus Augustus (okrajově)
  - Publius Ovidius Naso (okrajově)
  - Lucius Annaeus Seneca

V moderním evropském dramatu inspirovala tragédie tvorbu tzv. osudového drama (např. Schiller) a klasicistní drama všeobecně (např. francouzská tvorba v 17. a 18. stol. – Jean Racine, Voltaire, Pierre Corneille). V českém umění se tragédie stala inspiračním zdrojem až mnohem později, zvláště u Vrchlického.
Tragédie plnila funkci katarze - očistná funkce. Divák prožil při dramatu výjimečnou situaci a mohl neškodně vybít své vášně a pocity. Tím se divadlo stalo důležitou součástí života. Stalo se veřejnou záležitostí, a mělo společenskou podporu.

## Přenesený význam slova tragédie
Mimo literární vědu termín tragédie označuje především různé neblahé až katastrofické události, pohromy. Původní význam slova, tedy označení literárního žánru, není již v porovnání s přeneseným významem tolik známý.